# La Cage (film)
La Cage is een Franse film van Pierre Granier-Deferre die uitgebracht werd in 1975. 

## Samenvatting
Julien wordt door zijn ex-vrouw Hélène uitgenodigd om de verkoop van hun huis op het platteland te bespreken. Hélène heeft echter hun echtscheiding nog steeds niet verteerd, ze houdt nog altijd van haar man. Julien beseft niet dat hij letterlijk in de val gelokt wordt. Ze slaagt erin hem op te sluiten in de kelderverdieping. Ze heeft hem nu volledig in haar macht. Ze wil te weten komen waarom hun huwelijk op de klippen gelopen is. Ze hoopt vooral hem te overtuigen om met haar een nieuwe start te nemen. 
In dit huis clos ontspint zich een confrontatie tussen een verontwaardigd protesterende gevangene en zijn cipierster, tussen een man die van zich afbijt en koste wat kost wil ontsnappen en een dodelijk verliefde vrouw, vastbesloten om tot het uiterste te  gaan.

## Rolverdeling
| Acteur           | Personage        |
| ---------------- | ---------------- |
| Lino Ventura     | Julien           |
| Ingrid Thulin    | Hélène           |
| William Sabatier | de vriend        |
| Dominique Zardi  | de postbode      |
| Jean Turlier     | de dikke man     |
| Patrice Melennec | een brandweerman |